# کریستین بوت
کریستین بوت (انگلیسی: Kristin Booth؛ زادهٔ ۲۸ اوت ۱۹۷۴) یک هنرپیشه اهل کانادا است. وی از سال ۱۹۹۷ میلادی تاکنون مشغول فعالیت بوده‌است.
او در فیلم مدافع بازی کرده‌است.